# Goniophila polymima
Goniophila polymima là một loài bướm đêm trong họ Noctuidae.